# Camp d'internement anglais
Camp d'internement anglais est une appellation générique qui désigne tout à la fois des camps d'internement, des camps de réfugiés ou de prisonniers de guerre, créés en Angleterre pendant les Première et Seconde Guerre mondiale.

## Histoire

### Première Guerre mondiale
Durant la Grande Guerre, les autorités britanniques suspendent les droits garantis par l'Habeas Corpus en incarcérant sans jugement des personnes accusés d'être des rebelles irlandais, des personnes soupçonnées d'espionnage et des personnes aux idées politiques subversives.

### Seconde Guerre mondiale
En 1940, des civils d'origine allemande, autrichienne et italienne vivant en Grande-Bretagne sont désignés comme étrangers ennemis et sont internés dans des camps. On évalue leur nombre à 80 000.
Parmi les 30 000 ressortissants allemands envoyés dans des camps d’internement, une majorité d'entre eux était constituée de réfugiés juifs.
Environ 20 000 Italiens furent internés dans des camps de prisonniers.
L'Île de Man a accueilli durant cette période une série de plusieurs camps d'internements,.

#### Fonctionnement
À partir de la mi-septembre 1939, les étrangers doivent faire face à un tribunal qui détermine leur degré de loyauté. Ils sont ensuite classés dans l’une des trois catégories suivantes :
- Catégorie A : internement immédiatement ;
- Catégorie B : exemption d'internement jusqu’à nouvel ordre, mais en observation et à mobilité réduite. Dans certaines circonstances, l’assignation à résidence a été imposée ;
- Catégorie C : sans internement et sans restrictions.

### Documentaire
- 2024 : La guerre cachée de Churchill réalisé par Richard Shaw